# Packet radio
Packet radio è un sistema di trasmissione "a pacchetto" dei dati via radio, sviluppato dai radioamatori.
I dati trasmessi sono di natura digitale, quindi pacchetti di bit, e la trasmissione via radio avviene modulando la portante radio con i più svariati tipi di modulazione, tipicamente FSK ma anche FM, USB, ed AM. 
I protocolli sono di vario tipo ad esempio l'AX25. 
Il packet radio può dirsi un'evoluzione dell'RTTY ossia delle trasmissioni effettuate dalle telescriventi, esso è simile come concetto ai moderni protocolli usati in internet quali il TCP/IP.